# ديراصوريات
الديراصوريات هي فصيلة منقرضة من التمساحيات عاشت من العصر الطباشيري المتأخر وحتى عصر الإيوسين. عُثر على أحافير هذه الزواحف في جميع قارات العالم تقريباً، خصوصاً أفريقيا وآسيا وأوروبا وأمريكا الشمالية والجنوبية. كانت الديراصوريات واحدة من مجموعات قليلة من الزواحف البحرية نجت بعد الانقراض الجماعي في نهاية العصر الطباشيري. وقد تم توثيق العديد من أجناسها المُميزة التي تتنوع في أحجامها وأشكالها. كانت تملك بعض الأجناس مثل الديراصورات فكوكاً طويلة ونحيلة تملؤها أسنان ضخمة (مما يَدل على أنها كانت تتغذى على بعض الأسماك البدائية). كانت الديراصوريات حيوانات كبيرة يَصل طولها إلى 6 أمتار، أو يُمكن حتى أن تصل إلى 9 أمتار، مثل الفوسفاتوصور. وقد كانت فكوك الأنواع الأقوى بنية أقصر نسبياً وأعرض وأقوى بكثير من الأنواع الأخرى، وتملؤها أسنان كبير دائرية جزئياً. ومن المرجح أن بِنية الفكوك هذه لم تكن ملائمة للإمساك بالفرائس الزلقة، وبدلاً من ذلك فإنها على الأغلب كانت تتغذى بطريقة الإمساك والسحق على حيوانات مثل السلاحف البحرية.

## الانتشار
كانت تعتبر الديراصوريات في السابق أنها مجموعة إفريقية، لكن الاكتشافات الأحدث تشير إلى أنه قطنت معظم القارات. بل أن دراسات الأسلاف التطورية تشير في الحقيقة إلى أن أسلافها ربما كانت من قاطنات أمريكا الشمالية.